# Espiritismo (América Latina)

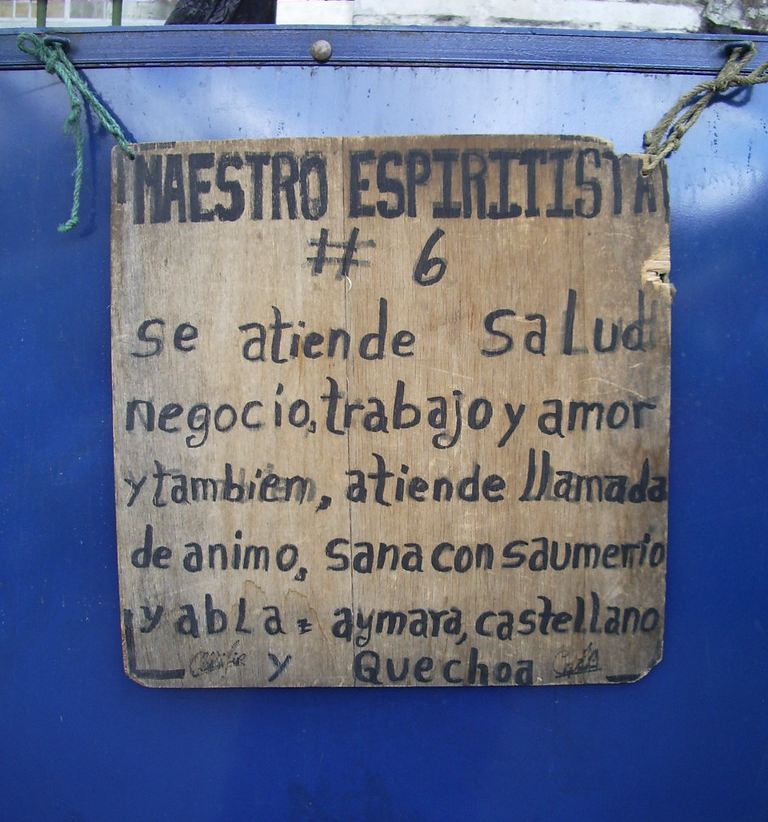
Curandero espiritista promocionándose en la entrada a un cementerio de La Paz, Bolivia

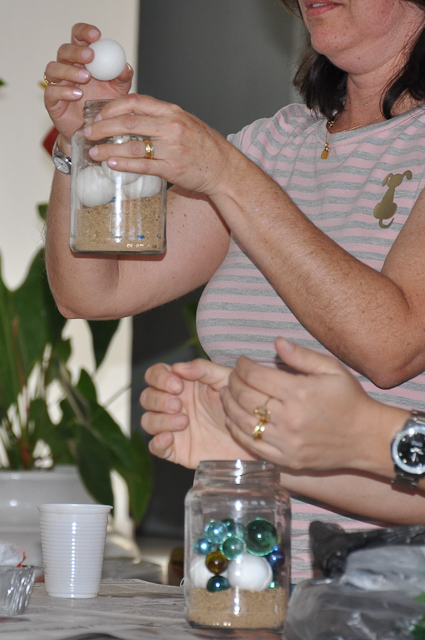
Ritual espiritista en Brasil

El espiritismo es la creencia popular extendida en Latinoamérica que sostiene que los espíritus (de los muertos o de fenómenos naturales) pueden afectar positiva o negativamente a la salud, a la suerte u otros aspectos de vida humana.

## Historia
El fenómeno y la amplia gama de creencias definidas como «espiritismo» se originaron con las ideas del espiritismo definidas por Allan Kardec. Este espiritismo se haría popular en América Latina e influiría en las religiones populares existentes, además de formar tradiciones africanizadas del propio espiritismo. Sería especialmente prominente en Cuba y Puerto Rico. El espiritismo de mesa blanca se desarrollaría a partir de una comprensión laxa de la filosofía de Kardec. Durante la Guerra de los Diez Años en Cuba, gran parte de la población estaba en pánico y afligida por la pérdida de sus seres queridos. Los cubanos blancos fueron capaces de aliviar algo de su dolor emocional recurriendo al espiritismo que les permitía comunicarse con sus seres queridos fallecidos. Estos espiritistas blancos pedían a sus esclavos congoleños que los guiasen en las ceremonias del espiritismo de cordón. A principios del siglo XIX, el espiritismo ganaría popularidad en Puerto Rico debido al rechazo de la población a la hegemonía española y la condena del espiritismo por parte de la Iglesia Católica colonial. Originalmente traído al país por puertorriqueños que estudiaban en Europa, el espiritismo de la mesa blanca practicado por la clase alta ayudaría a desarrollar un espiritismo nativo más criollizado entre la clase baja. La investigadora Marta Moreno Vega sugiere que el espiritismo puertorriqueño se hizo popular como una forma de imitar la veneración de los antepasados en la religión Kongo.
El espiritismo en Cuba eventualmente se mezclaría con otros elementos africanos locales y produciría el espiritismo cruzao que ganaría popularidad a principios del siglo XX. Tras la Revolución Cubana (1953-59), la práctica espiritisa se prohibió y se convirtió en clandestina, aunque todavía hoy conserva cierta presencia entre la sociedad cubana. Los cubanoestadounidenses y los puertorriqueñoestadounidenses que residen en áreas de Nueva York y Nueva Jersey comenzaron a fusionar las creencias de la santería y el espiritismo que se convirtieron en santerismo. Esto fue notado por primera vez por los antropólogos religiosos en los años 60.

## Creencias
Un principio del Espiritismo es la creencia en un Dios supremo que es el creador omnipotente del universo. También existe la creencia en un mundo espiritual habitado por entidades desencarnadas que pueden evolucionar gradualmente de manera intelectual y moral. Los espiritistas creen que estos seres pueden influir en el mundo corporal de varias maneras y que los espiritistas, a su vez, también pueden influir en las acciones de los espíritus.
El espiritismo nunca ha tenido un solo líder ni centro de práctica, y como tal su práctica varía mucho agrupaciones. En todos los casos, el espiritismo ha absorbido prácticas de otros cultos religiosos y espirituales endémicos del Caribe y otras zonas de Latinoamérica, como el catolicismo romano, el curanderismo, la macumba afrobrasileña, la santería, el vudú, el rito marialioncero, el sintoísmo y algunos movimientos neopaganos como el culto a Antínoo.
Un ejemplo de este sincretismo es un hechizo mágico que implica pedirle a Santa Marta que ejerciese su voluntad sobre la de otra persona quemando una vela especialmente preparada, rezando ciertas oraciones y usando un amuleto atado con una cinta roja alrededor de la cintura.
En otros casos, los objetivos y métodos del espiritista son menos evidentes en el ámbito de la magia y podrían considerarse una forma de medicina popular o medicina alternativa. Cualquiera que sea el efecto deseado, el equipo y los materiales utilizados para el espiritismo a menudo se pueden comprar en una herboristería dentro de la comunidad de practicantes.

### Diferencias entre el espiritualismo y espiritismo
El espiritismo comparte muchos de sus conceptos fundamentales con el espiritualismo del siglo XIX como se practicaba en los Estados Unidos y Europa. Durante este período, varios libros sobre la figura del médium y otras prácticas espirituales aparecieron en América Latina. Como muchos nativos americanos y personas de ascendencia africana tenían una larga tradición de culto a los ancestros y posesión de trance, el espiritismo fue absorbido y adaptado fácilmente a estos sistemas de creencias preexistentes.
Muchas espíritas o espiritistas (practicantes de espiritismo) se comunican con los espíritus en una reunión de creyentes de ideas afines conocidas como misa. La mayoría de los practicantes tienen un altar llamado mesa blanca o (en Brasil) mesas brancas. Estas sesiones son algo parecidas a las sesiones espiritistas de estilo americano del siglo XIX hasta el presente. Sin embargo, muchas prácticas espiritistas tienen elementos de rituales mágicos que no se encuentran tradicionalmente en las denominaciones espiritistas convencionales, pero a menudo se encuentran en denominaciones espiritistas asociadas con el movimiento de la iglesia espiritual. 
Este espiritismo popular latinoamericano es diferente al espiritismo de Kardec, ya que el primero consiste en prácticas religiosas sincréticas, mientras que el segundo es una doctrina no religiosa establecida, basada directamente en la codificación de los libros de Allan Kardec y otros médiums, como Francisco Xavier y Divaldo Franco.

## Variantes

### Espiritismo de mesa
El espiritismo científico, espiritismo de mesa, o Mesa Blanca se encuentra principalmente en áreas urbanas de Cuba. Sus seguidores estudiarían los escritos y conceptos de Kardec. También sería popular en la clase alta puertorriqueña y eventualmente evolucionaría al espiritismo indígena puertorriqueño. Durante los rituales, sus miembros se sientan alrededor de una mesa cubierta de lino blanco en un intento de conectarse con los espíritus dentro de una sesión espiritista. El espíritu usualmente entra al cuerpo del médium que encabeza la mesa. En este momento, esas personas sentadas alrededor de la mesa tienen la capacidad de hacer preguntas a los espíritus a través del médium. Además, el espíritu o los espíritus se ven como una fuente de posibles soluciones a los problemas que afectan a las personas. Además, el espíritu se manifestará en una variedad de formas dependiendo del nivel de intensidad de cada espíritu.
Aquellos que participan en los rituales tienen ciertos deberes que deben cumplir antes y durante el ritual. Deben permanecer en una posición mediada y tendrán que pronunciar oraciones, himnos y música de las obras de Kardec. Muchas veces, estos rituales involucran a un pequeño grupo de personas, aunque también hay sesiones individuales.

### Espiritismo de cordón
El espiritismo de cordón deriva su nombre del ritual, en el que los participantes forman un círculo y se toman las manos. El ritual asociado con el espiritismo de cordón se considera física, mental y emocionalmente difícil. Quienes participan en éste se paran en círculo tomados de la mano mientras caminan en sentido antihorario. Al mismo tiempo, cantan y golpean el suelo con los pies y balancean los brazos repetitivamente y con fuerza hasta caer en trance. La respiración pesada y los pasos tienen un propósito específico. Los ruidos producidos crean un ritmo hipnótico que lleva al médium a un estado alterado de la consciencia. Al llegar a este estado mental particular, el médium puede contactar a los espíritus para encontrar soluciones a problemas o dolencias.
El enfoque principal de esta rama particular del espiritismo es la curación. La clasificación de los médiums que se requieren en los rituales es bastante simple. Sus logros para resolver problemas y curar a las personas les permitirán tener una clasificación más alta. No existe ninguna forma de clero en el espiritismo de cordón. El médium es quien dirige el ritual, pero  no siempre participa en la cadena ritual. El altar, también existente en el espiritismo de cordón, ocupa un área bastante grande. El espacio es normalmente purificado para alejar a los malos espíritus y dar la bienvenida a los buenos espíritus. La entrada está protegida por un gran cuenco de agua en el que los participantes deben lavar sus manos para impedir la propagación de los malos espíritus.  El espiritismo de cordón es diferente de otras religiones en el sentido que no tiene una doctrina de conjunto de creencias. La religión es abierta a todo el mundo y no requiere un proceso de iniciación.
Algunos han dicho que el espiritismo de cordón tiene tres influencias en sus prácticas y doctrinas: el catolicismo popular, el espiritismo kardeciano y los credos africanos, pero las investigaciones más recientes han determinado que lo que se pensaba que eran raíces africanas son, de hecho, elementos residuales de danzas y otros rituales de la antigua religión taína llamadas «areítos».

### Espiritismo cruzado
En el espiritismo cruzado («cruzado», «mestizado») es una forma de espiritismo cubano con influencias del catolicismo popular y de los cultos de origen bantú denominados «palos» (Palo Monte, Palo Mayimbre, Palo Kongo...). Es una de las variantes del espiritismo más populares en la isla. Contiene las prácticas del espiritismo de mesa y del espiritismo de cordón, pero también incluye elementos del Palo (como calderos), y del culto a los Orishas (artefactos a Elegguá, sacrificios de animales o ebbó, la representación de santos católicos, ofrendas de comida o adimú, y el consumo de tabaco para inducir un estado de trance). Comúnmente, el espíritu invocado será un esclavo fallecido y hablará criollo bozal.
Una ceremonia importante en el espiritismo cruzado es la Misa Espiritual que induce a los nuevos novatos de la Regla de Ocha a la práctica. La misa por los muertos llevada a cabo por devotos involucra una mesa con un paño blanco, hierbas y fotos de los parientes fallecidos. Las velas encendidas alentarán al espíritu del antepasado muerto a continuar con el más allá y, en ocasiones, la familia tratará de comunicarse con el espíritu si el espíritu le ha dado a un miembro de la familia el mensaje de querer comunicarse.

### Espiritismo indígena
El espiritismo indígena o espiritismo puertorriqueño comparte muchas similitudes en sus orígenes con el espiritismo cubano. El movimiento religioso encontró muchos reveses en sus primeros años en Puerto Rico. Los seguidores que fueron atrapados practicando el espiritismo fueron castigados por el gobierno y marginados por la Iglesia Católica.  Los libros de Allan Kardec llegaron al país y fueron bien recibidos por la clase educada. El movimiento no desapareció a pesar de las prohibiciones impuestas para evitar su propagación por la isla. Se diferenciaron dos formas dentro del espiritismo puertorriqueño. La primera, fue un movimiento de la clase media, que utilizó los métodos kardecianos en un intento por mejorar el desarrollo del país. La otra, se aplicaba a las clases bajas tanto del medio rural como del urbano. Esta segunda se conoció como «espiritismo indígena» y es la más popular en el país.
El espiritismo de la Mesa Blanca de Puerto Rico sigue las mismas prácticas rituales que se encuentran en Cuba. El intento de lograr la comunicación espiritual a través de un médium se practicó ampliamente en toda la isla.
La práctica del espiritismo indígena eventualmente comenzaría a formarse en las clases bajas de Puerto Rico, y, a diferencia del espiritismo de la Mesa Blanca, esta práctica incorporaría métodos de curación taínos. El curandero, conocido como bohique,  reza a los espíritus y usa el tabaco, así como masajes y magia para curar enfermedades. También se incorporan las medicinas populares venidas desde España y los pueblos africanos. Diversas ramas de espiritismo surgieron en la isla. Tales ramas incluyen: el espiritismo criollizado, el espiritismo cruzado y el espiritismo kardeciano, que mantiene la estricta filosofía de las enseñanzas kardecianas. Más tarde, a principios del siglo XX, inmigrantes comenzaron a llegar Puerto Rico desde otras áreas de las Antillas, como Haití, Cuba y la República Dominicana, trayendo consigo otras formas de espiritismo. Sin embargo, cuando los practicantes de la santería y el Palo Mayombe cubanos, el vudú haitiano o las 21 Divisiones dominicanas vieron rasgos similares en estas prácticas, comenzaron a mezclarse con el espiritismo criollo y la Mesa Blanca para dar lugar una forma de espiritismo altamente sincrética llamada Sanse.

### Santerismo

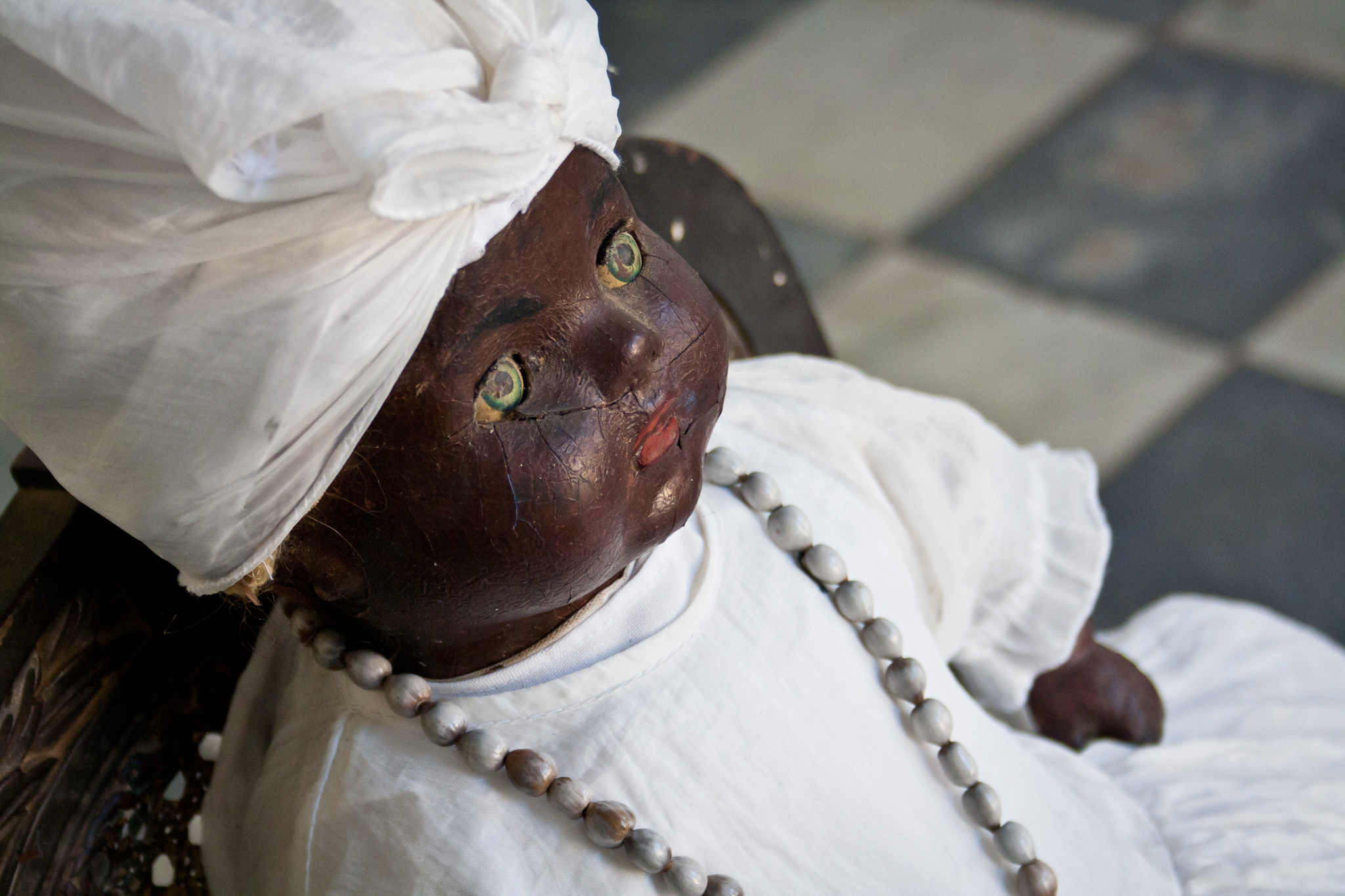
Fetiche santero al orisha Obatalá.

El santerismo es un conjunto de prácticas religiosas que son el resultado de la fusión sincrética del espiritismo con la santería. Hay distintas influencias africanas que se encuentran en este culto, como el culto a los Orishas, que se utilizan para comunicarse con el mundo espiritual. Durante los rituales, los médiums tienen la capacidad de comunicarse con los espíritus, y están poseídos por los muertos (que son los mensajeros de los Orishas) y quienes muchos confunden con los Orishas mismos.
En el santerismo, quien dirige las ceremonias es conocido como «Padrino» (hombre), igual que en la santería, o «Madrina» (mujer). El padrino reza en el altar antes de tomar su lugar al lado del médium de la mesa. El padrino está presente cuando la posesión tiene lugar mientras se toca música religiosa o cantos afrocubanos para alabar a los Orishas. Antes de la ceremonia, hay una purificación religiosa del área para alejar a los espíritus malignos. Por ejemplo, se pronuncia una oración a Elegguá para proteger el ritual de los espíritus no deseados o malvados. Acto seguido, se recitan oraciones para atraer a los buenos espíritus. El ritual puede terminar con un exorcismo al que se puede arribar por varias maneras. Una forma de lograr la purificación es a través de un sahumerio. El sahumerio consiste en la quema de carbón, ajo, incienso y otras hierbas para desterrar a los espíritus malignos del lugar; también requiere un lavado con agua bendita.